# Rufus Beck
Rufus Beck (Heidelberg, 23 luglio 1957) è un attore e doppiatore tedesco.

## Biografia
È figlio di una coppia di imprenditori. Dopo essersi diplomato al liceo ha studiato all' università di Heidelberg, ma non ha completato gli studi. È padre degli attori Jonathan Beck (nato nel 1991) e Sarah Beck (nata nel 1992). La sua figliastra Natalie Spinell (nata nel 1982) è anch' ella attrice.

## Filmografia (parziale)

### Cinema
- Tutti lo vogliono - regia di Sönke Wortmann (1994)
- La tribù del pallone - Sfida agli invincibili - regia di Joachim Masannek (2003)

### Televisione
- Peter Strohm - serie TV (1 episodio) (1989)
- L'ispettore Derrick - serie TV (2 episodi) (1990-1991)
- Un dottore tra le nuvole - serie TV (1 episodio) (1992)
- Soko 5113 - serie TV (2 episodi) (1997,2014)
- Die Straßen von Berlin - serie TV (1 episodio) (1998)
- HeliCops - serie TV (1 episodio) (1998)
- Liebling Kreuzberg - serie TV (1 episodio) (1998)
- Küss mich, Frosch - film TV - regia di Dagmar Hirtz (2000)
- Café Meineid - serie TV (2000)
- Der letzte Zeuge - serie TV (1 episodio) (2000)
- Edel & Starck - serie TV (2005)
- Klick ins Herz - film TV - regia di Oliver Dommenget (2009)
- Le indagini di padre Castell - serie TV (1 episodio) (2010)
- Die Sterntaler - serie TV - regia di Maria von Heland (2011)
- München 7 - serie TV (1 episodio) (2012)
- Hamburg Distretto 21 - serie TV (2012)
- Blütenträume - film TV - regia di Paul Harather (2015)
- Inga Lindström - serie TV (2015)
- Rosamunde Pilcher - serie TV (2018)
- Deutsch-Les-Landes - serie TV (10 episodi) (2018)
- Il becchino - serie TV (1 episodio) (2019)
- Der Kroatien-Krimi - serie TV (2020-in corso)
- Watzmann ermittelt - serie TV (2021)

## Doppiaggio

### Film
- Mr. Tinkles in Come cani e gatti
- Fliegenbart in Miracolo a Natale
- Xemerius in Ruby Red II - Il segreto di Zaffiro,Ruby Red III - Verde smeraldo

### Film d'animazione
- Hopper in A Bug's Life - Megaminimondo
- Mr. Mackey in South Park - Il film: più grosso, più lungo & tutto intero
- Lord Farquaad in Shrek
- Klaus in Klaus - I segreti del Natale

## Doppiatori italiani
Nelle versioni in italiano delle opere in cui ha recitato, Rufus Beck è stato doppiato da:
- Gianluca Iacono in La tribù del pallone - Sfida agli invincibili